# Apostolache
Apostolache es una comuna ubicada en el distrito de Prahova, Rumania.

## Superficie
Posee una superficie de 20,27 kilómetros cuadrados.

## Demografía
Hasta 2021 la población era de 1930 habitantes, con una densidad de población de 95,21 habitantes por kilómetro cuadrado.